# Виктория (езеро)
Вижте пояснителната страница за други значения на Виктория.
Виктория (местно име – Нянза, арабско название – Укереве, на суахили и на английски: Victoria) е езеро, което се намира в източната част на централна Африка, разположено на плато в Източноафриканската рифтова долина между двата клона на Великия африкански рифт. Простира се от двете страни на екватора и е най-голямото африканско езеро. Нарежда се на трето място в света по площ след Каспийско море и Горното езеро в Северна Америка и на второ място сред сладководните езера. Виктория е и най-голямото тропическо езеро в света. Захранва се главно от дъждовете, а също така и от многобройните си притоци. Езерото е извор на най-дългото разклонение на река Нил – р. Виктория-Нил, главният езерен отток, която в долното си течение преминава в река Бели Нил. Напоследък като начало на р. Нил се приема изворът на р. Кагера, най-дългия приток на ез. Виктория. В езерото са разположени над 3000 острова.
Езерото Виктория има най-богатата ихтиофауна в света и е едно от местата, известни с най-бързия темп на видообразуване сред рибите в него. То се обитава от над 500 вида цихлиди – риби, характерни за Африканския континент, част от които ендемични за езерото. В него бързо се размножава и нилският костур, внесен изкуствено в езерото. Тук той достига огромни размери, надвишаващи и най-големите екземпляри в родната му река Нил. Заради голямото разнообразие от риби и размерите на тилапията и нилския костур, риболовният туризъм е добре развит и на езерото се провеждат международни състезания по риболов.
Водите на езерото се поделят между държавите Танзания, Кения и Уганда, като най-голямата част от него попада в Танзания. Кения притежава 6% (4133 km2) от езерото, Танзания – 49% (33 756 km2), а Уганда – 42% (31 001 km2). Бреговата линия на езерото е силно разчленена, а в него са разпръснати многобройни острови, голяма част от които заселени. От нея на Кения се падат 550 km (17%), на Танзания – 1150 km (33%) и на Уганда – 1750 km (50%).

## Описание
Езерото е сладководно и е разположено на 1134 m над морското равнище. Заема площ от 68 800 km2, а дължината на бреговата му линия през дъждовния сезон е 3440 km. Максималната му дължина е 320 km (север-юг), а най-голямата ширина – 275 km (изток-запад). Водосборният му басейн обхваща 184 000 km2 и се равнява на по-малко от 3 пъти площта на самото езеро. Той е сравнително малък, тъй като езерото събира водите си от планините и вулканите, разположени по близките клонове на разломната зона. Виктория е сравнително плитко за размерите си езеро – средната му дълбочина е 40 метра, а максималната – 84 m. Поради малката си дълбочина то се нарежда само на седмо място по обем между сладководните езера в света и съдържа около 2750 km3 вода.
Бреговете на езерото са ниски, плоски, доста разчленени и често заблатени. Северните, източните и южните брегове са пясъчни и с множество заливи. Западните брегове са по-високи, а бреговата линия – по-заравнена. Езерото е обкръжено от савани, а на запад започват влажни екваториални гори. Най-големите заливи са Уинам (стари имена – Кавирондо, Нянза), Спик, Муанза и Емин паша. Заливът Уинам е дълъг 64 km, широк 25 km и е свързан с езерото чрез тесния естествен канал Рузинга. По водите му е добре развито корабоплаването, а най-големите пристанища са Ентебе в Уганда, Муанза в Танзания и Кисуму в Кения.

## Формиране
Езерото Виктория е с тектонски произход. Разположено е на леко наклонен тектоничен терен в северната част на плато, залято от север от стари лавови потоци. Възникнало е едновременно с падините на езерата Едуард и Алберт преди около 750 000 години, нарушавайки посоката на оттока на водите в района, които по онова време са изтичали към р. Конго. Новата система на оттичане е обърната към мястото, където се е образувал огромен предисторически водоем. Древното езеро е получило отток към езерото Алберт през образувания водопад Мърчисън и по-нататък към системата на р. Нил чрез р. Виктория-Нил. Езерото Виктория и лежащото на север от него езеро Кьога са останки от този първичен водоем.

## Откриване от европейците
На 3 август 1858 г. английският пътешественик и изследовател Джон Хенинг Спик открива за европейците езерото Нянза и му дава името на английската кралица Виктория. Оставя записки от пътешествията си, където отбелязва предположението си, че езерото дава началото на р. Нил, базирайки се на информация, събрана от местното население. Завръщайки се в Лондон, официално обявява пред Кралското географско дружество откриването на изворите на р. Нил, търсени от поредица пътешественици преди него. През 1860 г. оглавява нова експедиция към езерото Виктория, при която открива река Кагера, която се влива в езерото и река Кафу, приток на р. Виктория-Нил. Открива и мястото, откъдето чрез р. Виктория-Нил от езерото изтича великата р. Нил и го нарича Водопади Рипон. Спуска се по реката, а след това проследява пътя и по суша, като с това окончателно доказва твърдението си, че е открил извора на р. Нил. Въпреки това споровете по въпроса в Европа продължават до завръщането на експедицията на Хенри Стенли, кореспондент на вестник „Ню Йорк хералд“. Той предприема три експедиции в Африка, като при едната от тях установява очертанията на езерото Виктория и доказва твърденията на Спик.

## Климат
Климатът край езерото Виктория е екваториален, мусонен, с два дъждовни сезона през годината. Средната януарска температура е 22 °C, а средната юлска – 20 °C. Средногодишното количество на валежите е 1500 – 1600 mm. Първият дъждовен сезон протича през месеците март, април и май, а вторият – през октомври, ноември и декември. Наблюденията и измерванията на валежите по крайбрежието и по островите показват, че те са с около 30% по-високи във вътрешността на езерото, отколкото по бреговете му. Циркулацията на въздушните пластове над него става приблизително от изток на запад и е силно повлияна от духащия бриз, генериран от самото езеро. Тази циркулация често води до зараждане на купесто-дъждовни облаци над югозападните части на езерото и по тясна ивица земя от крайбрежието на около 30 km навътре в сушата. Това се дължи на съсредоточаването и издигането по западното крайбрежие на въздушни маси, довеждащи до бурни ветрове на западния бряг през нощта, и на източния вечерта. Характерно за езерото е появата и на силен щорм, предизвикван от ураганните ветрове по време на тропическите бури. Силната щормова активност над огромната открита площ на езерото и при сравнително малката му дълбочина, обезпечава добро разместване на слоевете вода по вертикала и насищането ѝ с кислород.
Поради общото засушаване на климата на планетата и интензивното обезлесяване на африканския континент, количеството и честотата на валежите започват да намаляват. В последните години в Кения, Етиопия, Сомалия, Еритрея и Джибути все по-рядко валят дъждове, стигайки почти до пълното им отсъствие. Това води до намаляване пълноводието на реките и до понижаване на нивото на езерата в този огромен район, включително и това на езерото Виктория. По данни на Международната продоволствена програма към ООН, поради тежките суши тези страни са останали с изключително ограничено количество вода. Заради липсата на дъждове пасищата са силно намалели, което рефлектира негативно върху животновъдството. Всичко това заплашва живота и здравето на почти 110 милиона души, живеещи в тази част на света.
Средномесечни и средногодишни валежи за периода 1956 – 1978 г. в милиметри
| Град      | Яну | Фев | Мар | Апр | Май | Юни | Юли | Авг | Сеп | Окт | Ное | Дек | Общо за годината |
| --------- | --- | --- | --- | --- | --- | --- | --- | --- | --- | --- | --- | --- | ---------------- |
| Джинджа   | 64  | 85  | 141 | 195 | 140 | 69  | 70  | 83  | 100 | 141 | 161 | 87  | 1336             |
| Ентебе    | 88  | 101 | 179 | 260 | 235 | 121 | 69  | 79  | 72  | 126 | 179 | 111 | 1620             |
| Калангала | 135 | 137 | 239 | 340 | 322 | 162 | 96  | 94  | 114 | 159 | 210 | 208 | 2216             |
| Букоба    | 150 | 180 | 254 | 398 | 316 | 89  | 51  | 66  | 102 | 153 | 195 | 193 | 2147             |
| Кагондо   | 119 | 152 | 219 | 362 | 234 | 47  | 26  | 40  | 94  | 115 | 201 | 161 | 1770             |
| Мванза    | 102 | 114 | 156 | 177 | 71  | 16  | 15  | 21  | 25  | 99  | 158 | 146 | 1100             |
| Мусома    | 59  | 84  | 123 | 182 | 101 | 24  | 21  | 22  | 31  | 53  | 117 | 78  | 895              |
| Кисуму    | 71  | 98  | 155 | 234 | 175 | 79  | 63  | 90  | 84  | 87  | 139 | 102 | 1377             |

## Хидрология и лимнология
Езерото се захранва предимно от дъждовните води, като от тях получава почти 80% от целия воден приток. Освен това в него се вливат многобройни реки, по-малки притоци и потоци. Средногодишният приток на води е 114 km3, независимо от източниците. От речните притоци се вливат около 16 km3, а от валежи – 98 km3. Ежегодните изпарения от повърхностния слой на водата достига до 93 km3 и само 18% изтичат през р. Виктория-Нил. Смята се, че за всички години на наблюдения, количеството изпарена вода годишно почти не се е променило. Средногодишната амплитуда на колебание на нивото на езерото е 0,3 m, а максималната годишна амплитуда, уточнена от 45-годишни наблюдения е 1,74 m
В езерото се наблюдават сезонни промени при обмена на водата между пластовете във вертикала.
Изследванията на баланса на водите в езерото Виктория са започнати през 1938 г. от Хърст и Филипс. Те се базират основно на промяната в нивото на водите му и по-малко на количеството дъждове, като ползват данни още от 1896 г., когато са започнали първите измервания на нивото на водата. Средногодишните валежи са уточнени на 1151 mm, притока на вода – на 276 mm, оттокът – на 311 mm. Според изчисленията от тези данни загубата на вода от изпарения се получава 1116 mm. Измерванията и оценките са твърди неточни, ролята на валежите е подценена, но въпреки това изводът за баланса на езерните води е сравнително точен.
По-широки проучвания са проведени през 1970 г. от Баулни и Бейкър, които подробно анализират компонентите на баланса на езерните води. От записите на 8 дълговременни станции в езерото стигат до извода, че средните годишни валежи достигат до 1650 mm. Данните са актуализирани от Института по хидрология през 1984 г., който отчита средно годишно количество на валежите за 1949 г. на 1281 mm, а за 1961 г. – 2201 mm.
В периода 1961 – 1964 г. в режима на езерото настъпва сериозна промяна. Тези години се характеризират с продължителни и обилни валежи, които повишават нивото на водите с 2,5 m. Височината на езерните води контролно се измерват винаги в станцията на град Джинджа, Уганда. Освен това през 1954 г. е построен язовирът Налубале („Водопад Оуен“), чрез стената на който се регулира оттокът към р. Виктория-Нил, което допълнително способства за повишаването на водното ниво. Това събитие довежда до създаването през 1967 г. на Организация за хидрометеорологични проучвания на езерата (СМО) като клон на Световната метеорологична организация (World Meteorological Organization) и Програмата за развитие на ООН (United Nations Development Programme). Тази организация следи развитието на езерните води, прави измервания и ги предоставя за по-нататъшни проучвания и изводи. До 1974 г. под нейната егида са изградени 25 метеорологични, 200 валежни и 45 измервателни станции.
След 1964 започва тенденция на намаляване на нивото на езерните води с изключение на 1979 г., когато то достига своя апогей от 13 m. Оттогава до 1995 г. нивото пада на 11,5 m, а през 1998 година отново достига 13 m.
Нивото на езерото зависи в голяма степен от количеството паднали дъждове. През последните години те са намалели, което се обяснява освен с общото затопляне на климата на Земята, също и с обезлесяването на Африка, както и на териториите покрай езерото. През 2010 г. нивото на езерото е достигнало най-ниското си равнище за последните 80 години като се е снижило почти с един метър в сравнение с това от 1990 г. Измервания на нивото на езерните води се провеждат от 1896 г. Повишения на нивото му са отбелязани през 1906 г. и 1917 г., но то остава сравнително стабилно до 1961 г.
| Година            | Приток от валежи (mm) | Приток от р. Кагера (m3 x 106) | Приток от всички източници (m3 x 106) | Приток от всички източници (mm) | Отток (m3 x 106) | Отток (mm) | Разлика между приток и отток (m3 x 106) | Ниво на езерото при гр. Джинджа (m) |
| ----------------- | --------------------- | ------------------------------ | ------------------------------------- | ------------------------------- | ---------------- | ---------- | --------------------------------------- | ----------------------------------- |
| 1956              | 1787                  | 4918                           | 19 326                                | 288                             | 19 636           | 293        | - 310                                   | 10,91                               |
| 1957              | 1727                  | 6299                           | 18 121                                | 270                             | 20 112           | 300        | - 1981                                  | 11,02                               |
| 1958              | 1622                  | 5412                           | 14 629                                | 218                             | 19 671           | 294        | - 5042                                  | 10,94                               |
| 1959              | 1702                  | 4730                           | 13 310                                | 199                             | 18 434           | 275        | - 5124                                  | 10,84                               |
| 1960              | 1827                  | 6160                           | 17 526                                | 262                             | 20 348           | 304        | - 2822                                  | 10,87                               |
| 1961              | 2370                  | 4895                           | 21 856                                | 326                             | 20 577           | 307        | + 1279                                  | 11,94                               |
| 1962              | 1919                  | 9114                           | 36 136                                | 539                             | 38 716           | 578        | - 2580                                  | 12,39                               |
| 1963              | 2121                  | 10 941                         | 34 664                                | 517                             | 44 788           | 668        | - 10 124                                | 12,91                               |
| 1964              | 2011                  | 11 045                         | 32 332                                | 483                             | 50 476           | 753        | - 18 144                                | 12,88                               |
| 1965              | 1663                  | 7760                           | 17 428                                | 260                             | 46 878           | 700        | - 29 450                                | 12,48                               |
| 1966              | 1889                  | 7951                           | 21435                                 | 320                             | 42 950           | 641        | - 21 515                                | 12,32                               |
| 1967              | 1752                  | 6421                           | 21 448                                | 320                             | 37 832           | 565        | - 16 384                                | 12,31                               |
| 1968              | 2114                  | 10 375                         | 32 600                                | 487                             | 43 305           | 646        | - 11 305                                | 12,58                               |
| 1969              | 1770                  | 8923                           | 21083                                 | 315                             | 46 006           | 687        | - 24 923                                | 12,36                               |
| 1970              | 1865                  | 8477                           | 27 572                                | 412                             | 44 282           | 661        | - 16 710                                | 12,45                               |
| 1971              | 1639                  | 7030                           | 20 139                                | 301                             | 39 510           | 590        | - 19 371                                | 12,17                               |
| 1972              | 1975                  | 7587                           | 19 950                                | 298                             | 37 540           | 560        | - 17 590                                | 12,35                               |
| 1973              | 1749                  | 7717                           | 19 982                                | 298                             | 38 467           | 574        | - 18 485                                | 12,05                               |
| 1974              | 1657                  | 7331                           | 20 946                                | 313                             | 35 046           | 523        | - 14 100                                | 11,97                               |
| 1975              | 1826                  | 6082                           | 18 968                                | 283                             | 33 326           | 497        | - 14 358                                | 12,04                               |
| 1976              | 1781                  | 5932                           | 14 409                                | 215                             | 34 835           | 520        | - 20 426                                | 11,82                               |
| 1977              | 1938                  | 6980                           | 29 147                                | 435                             | 35 999           | 537        | - 6852                                  | 12,13                               |
| 1978              | 2041                  | 8525                           | 35 575                                | 531                             | 39 383           | 588        | - 3808                                  | 12,56                               |
| Средно за периода | 1858                  | 7418                           | 22 982                                | 343                             | 35 136           | 524        | - 12 154                                |                                     |

### Притоци
В езерото Виктория се вливат 8 пълноводни реки и многобройни по-малки притоци. Тези, които протичат през Кения и се вливат в езерото отводняват 47% от територията на страната. Количеството на валежите и сезонните им промени влияят сериозно върху пълноводието на реките, което от своя страна рефлектира върху пълноводието и на езерото. Няколко притока, особено тези, идващи от Уганда преминават през блата и заблатени местности и влачат големи количества кал и утайки. Масивното струпване на хиацинт във водите на заливите и устията на реките също оказва сериозно влияние върху водния баланс.
- Река Кагера (Акагера) (Kagera) е най-пълноводният и главен приток на езерото Виктория. Приема се, че нейният извор представлява началото на р. Нил. Извира от територията на Бурунди, близо до северния край на езерото Танганика. Влива се в езерото на територията на Танзания, на 40 km северно от град Букоба.[4] Делтата на реката е заблатена и по бреговете ѝ растат голямо количество папируси.[13]
- Нзоя (Nzoia) е сравнително голяма река в Кения, извираща от височините на хълмовете Черангани. Събира във водите си четири реки, извиращи от планината Елгон и от още една, идваща от високопланинските земи в западната част на Източноафриканския рифт.[19] Притокът от нейните води отразява най-ясно сезонните колебания. Най-проливните дъждове на север от езерото падат през юли и август, тогава реката става най-пълноводна и влива голямо количество води в езерото.[17]
- Реките Яла (Yala) и Няндо (Nyando) в Кения са едни от най-големите замърсители на водите на езерото Виктория. Двете реки се вливат в езерото след като криволичат през гъсто населени райони и зони с интензивно земеделие. Протичат през високопланински чаени и тютюневи плантации и равнинни пасища и носят със себе си огромни количества пръст и химикали.[20]
- Река Сонду Мирю (Sondu Miriu) в Кения е един от шестте най-големи притока на езерото Виктория, а водосборният ѝ басейн обхваща територия от 3470 km2. Изтича от западните склонове на планината Мау, преминава през тесен пролом, протича чрез серия меандри до водопадите Одино и се влива в залива Уинам на езерото.[21]
- Река Гуча-Мигори (Gucha-Migori), течаща през Кения, показва максимално пълноводие през март и април, когато дъждовете в този район са най-силни.[17] Водосборният ѝ басейн е с площ 6919 km2.[22] Голямото количество валежи и стръмните склонове на околните терени способстват за бързата ерозия на почвата и внасят сериозно количество седименти и отмити изкуствени торове в реката. Това предизвиква затлачване в устието и внасяне на утайки и вредни химически агенти в езерото.[23]

- Река Кибос (Kibos) протича през Кения, минава през третия по големина град в държавата Кисуму и се влива в залива Уинам (Кавирондо, Нянза) на езерото Виктория. Водите ѝ довличат в езерото голямо количество битови и промишлени отпадъци.[17]
- Река Сио (Sio) протича по границата между Кения и Уганда. Извира от южните склонове на планината Елгон.[19]
- Река Мара (Mara) тече през Кения и Танзания. В Кения преминава през резервата Масаи-Мара, а в Танзания – през Националния парк Серенгети. Показва сходен сезонен модел с този на р. Гуча-Мигори, но през сухия сезон водите ѝ намаляват значително повече, като до езерото достигат минимални количества.[17] Местното население все по-често е изправено пред недостига на вода и проблеми с лошото ѝ качество.[24]
- Река Руана (Ruwana) в Танзания се влива в югоизточния край на езерото в залива Спик и е със същия сезонен модел като р. Мара.[17]
- Река Сѝмию (Simiyu) в Танзания е със същия сезонен модел като р. Мара.[17] и генерира високо ниво на седименти, а в района около нея е развито интензивно земеделие с използване на голямо количество изкуствени торове. Териториите около реката са едни от първите, влезли в проекта за рекултивация на LVEMP (Lake Victoria Environmental Management Project), финансиран от Световната банка.[25]
- Река Руизи (Ruizi) протича през Уганда в посока запад-изток и минава по западната граница на Националния парк Мбуро. Реката захранва обширно блато с дължина около 50 km и още няколко малки езера.[17][23]
- Река Изанга (Isanga) протича през Танзания и се влива в най-южната точка на езерото в залива Муанза.[17]

### Отток
- Водите на езерото се оттичат със скорост 600 m3/s чрез река Виктория-Нил на север. Буйните води на реката се усмиряват за кратко, преминавайки през плиткото езеро Кьога. След като излязат от него те отново стават буйни и образуват серия водопади, включително водопадите Мърчисън[26], докато стигнат до езерото Алберт, като след езерото Кьога реката носи името Кьога-Нил. От там протича на север, получава названието Бели Нил и дава началото на р. Нил.[10][27] Оттокът от езерото е бил естествено контролиран от водопада Рипон на р. Виктория-Нил в Уганда до 1954 г., когато по течението на реката, на 2,5 km от изхода ѝ от езерото са построени язовирът и водноелектрическата централа Налубале. Оттогава оттокът от езерото се регулира чрез язовирната стената и се поддържа до нивото 21 km3.[5] Количеството на пропусканата вода е договорирано между Уганда и Египет.[17]

- Река Катонга (Katonga) протича през южната част на Уганда. Изтича от езерото Виктория и продължава на запад до ез. Джордж, което е свързано чрез канала Кизинга с езерото Едуард.[28] Областта по поречието на реката е защитена зона с изобилие от диви животни и птици.[29]

## Острови
В езерото Виктория са разпръснати над 3000 големи и малки острови с обща площ около 6000 km2. Най-важните от тях са Укереве, архипелазите Сесе и Кооме, Укара, Лолуй и Мфангано. Съществуват проблеми между трите държави, граничещи с езерото, във връзка със собствеността на някои острови в него и правото на риболов край тях. Трите малки острова Мигинго (Migingo), разположени на 2 часа път с моторница от бреговете на Кения и на 9 часа от Уганда, предизвикват няколко конфликта между Кения и Уганда. Най-малкият от трите острова е дом за 1000 души от трите гранични държави. През ноември 2008 г. назрява пореден скандал между двете държави. Островите са завзети от Уганда и се охраняват от въоръжени полицейски сили. В началото на 2011 г. правителствата на Кения и Уганда все още водят преговори за собствеността на тези острови.

### Острови на Кения
- На остров Мфангано (Mfangano, Mfanganu) се намира малко рибарско селище, което в настоящето е по-популярно като нестопански риболовен лагер. При разходка навътре в острова могат да се разгледат няколко скални рисунки.[33]
- Ндере (Ndere) е малък остров с дължина 4,2 km. Зает е изцяло от Националния парк Ндере, където намират добра и спокойна среда за развитие разнообразни змии, хипопотами, крокодили, винторогите антилопи ситатунга и многобройни водоплаващи и водолюбиви птици.[33]
- На остров Русинга (Rusinga) са изградени няколко села, жителите на което се занимават почти изключително с риболов. Тук се намира и гробът на националистическия лидер Том Мбоя, убит в Найроби по време на политически размирици през 1969 г. На този остров Мери Лийки открива череп на 3 милиона години. Допълнително са открити и фосили, чиято възраст е 17 милиона години.[33]

### Острови на Танзания
- Укереве (Ukerewe) е един от най-големите езерни острови в света. Заема площ от 530 km2 и попада на шесто място в света по площ измежду островите, разположени в езера.[34] Издига се на 200 метра над повърхността на езерото и е гъсто населен.[13]
- Рубондо (Rubondo)е остров в танзанийската част на ез. Виктория. Той също е сред най-големите езерни острови. С площта си от 240 km2 се нарежда на 16 място в света по този показател.[34] Дълъг е около 28 km, а ширината му варира между 3 и 10 km. Разполага с уникално разнообразие от флора и фауна.[35]
- Островите Лукуба (Lukuba) са разположени на около 13 km северозападно от гр. Мусома. Групата се състои от два по-големи и множество малки острови, всички гъмжащи от разнообразни птици и диви животни. На брега на единия от тях е изградено туристическо селище.[36]

### Острови на Уганда
- Островната група Сесе (Ssese) е най-големият архипелаг в езерото Виктория. Състои се от 84 острова, разположени в северозападния край на езерото.[37] Размерите им варират от най-големия 56-километров остров Бугала до единично стърчащи от езерото скали. Общото между тях е че всички са тесни, като дори на Бугала няма точка, която да се намира на повече от 4 – 5 km от брега. Всички са с полегати брегове и се издигат на по-малко от 100 m над повърхността на езерото. Имат плодородни почви, изобилна вода и естествени тропически гори. Обитават се от племената басесе, принадлежащи към етническата група банту.[38] Известни са с непокътнатите си тропически дъждовни гори и разнообразието на птичия свят.[37]
- Остров Бугала (Bugala), част от архипелага Сесе, е един от най-големите езерни острови в света с площ от 275 km2. Това е най-големият остров на Уганда в езерото и заема 11 място в света по този показател.[34] Най-привлекателното място на острова е тихият и спокоен залив Лутобока и кристално чистите води край него.[37]
- Букаса (Bukasa) е един от най-големите острови на архипелага Сесе с обширни заливи и девствена природа.[37]
- Остров Бувума (Buwuma) с площта си от 225 km2 попада на 15 място в света по големина измежду езерните острови.[34]
- Остров Нгамба (Ngamba) е част от островната група Кооме, която включва още островите Клими, Нсадзи, Булаго и Дамба. Заема около 400 декара, 98% от които са покрити с гори и отделени с електрическа ограда от останалата част на острова, където е разположено туристическо селище. Островът е ненаселен и е организиран като убежище за осиротели шимпанзетата.[39]

## Растителен и животински свят
Земите, заобикалящи езерото Виктория, представят три типични за Африка екорегиона. На запад и север от езерото се намират хълмисти възвишения и плата, част от екорегион от смесено разпространени савани и гори. Той е известен с най-високото си видово разнообразие от трите и висока степен на ендемизъм. Тук се срещат над 310 вида дървета и храсти, 280 вида птици и над 300 вида пеперуди. На изток и югоизток от езерото е екорегион, характеризиращ се със сезонни валежи и засушавания. Представлява обширни савани, покрити от редки акациеви и камфорови гори. Районът е известен с големите сезонни миграции, които извършват тревопасните бозайници. Третият екорегион се намира на юг от езерото. Характеризира се с по-висока степен на залесеност от широколистни дървета с височина 15 – 20 метра. Под тях се намира втори етаж от храстовидни растения, а ниско до земята тревиста растителност образува сочни пасища. Растенията, които са характерни за този екорегион наброяват около 850 вида. Тук се срещат и много представители на мегафауната на Африка.

### Флора
Фитопланктонът в езерото Виктория е представен от редица видове сред които са Melosira nyassensis, Lyngbya contorta, Pediastrum clathratum, представители на родовете Spirulina, Anabaena, Oscillatoria, Fragillaria, Cyclotella, Scenedesmus, Glenodinium. Микроводораслите в езерото се развиват изключително бързо с повишаване количеството на замърсителите. С нарастване на тяхното количество нараства и това на опасните синьо-зелени водорасли (цианобактерии), които са причинители на някои видове сериозни болести, засягащи околното население. Наричат ги „водорасли-убийци“, тъй като в процеса на размножаване отделят токсини, които унищожават рибите и са опасни за здравето на човека. Струпването на такива водорасли през 2009 г. в района на гр. Ентебе на брега на езерото довежда до масово измиране на рибите и недостиг на питейна вода.
Във влажните зони в близост до бреговете на езерото се образуват специфични екосистеми, които осигуряват прехода между езерото и съседните обикалящи го земи. Съществуват два функционални типа растения, характерни за влажните зони – вкоренени и плаващи. Вкоренените растения се прикрепват за субстрата като задържат седименти и кал с кореновата си система. Папирусът е основното от този тип растения, които израстват в близост до бреговете. Така се образуват своеобразни прибрежни блата. Влажните зони изпълняват изключително важни функции както за езерото, така и за земите наоколо. Те поддържат високо нивото на подпочвените води, контролират степента на наводненията, поддържат бреговата линия на езерото, предотвратяват ерозията, участват в поддържането на биологичното разнообразие. Папирусовата растителност се експлоатира с бързи темпове. На места в Кения тя е намаляла с до 50%, като освободените земи се използват за пасища или оризища.
Сред плаващата растителност за прибрежните райони на Виктория е характерно бурното разрастване на едно привнесено растение – водният хиацинт (Eichhornia crassipes). Той покрива голяма част от водите на езерото и пречи на кислорода да проникне в тях. В езерото Виктория е внесено през 1989 г. като декоративно растение от Южна Америка и е намерило прекрасна почва за развитие в него. Това е както красиво плаващо растение, така и един от най-вредните инвазивни плевели. Листата му се събират в розетки, които се задържат над водата благодарение на набъбналите листни дръжки. Те са пълни с въздух и подобно на поплавък държат растението над водата. Размножава се по вегетативен път и при съществуващите тук благоприятни условия бързо образува издънки, от които израстват младите растения. Така за кратко време успява да покрие обширни водни площи. Когато обхване големи територии растението затруднява водочерпенето и доставките на чиста питейна вода, блокира напоителните канали, увеличава транспортните разходи, силно намалява улова на риба, затруднява работата на водноелектрическите централи. Борбата с него е трудна и отнема много време и средства.
Главни представители на тревистите растения край езерото са лимоновата трева (цимбопогон), хипаренията, известна още като „сламена трева“. Лимоновата трева се нарича така заради характерния си аромат и се използва като подправка и в парфюмерията.
Главните дървесни видове, виреещи около езерото са акация, албиция и африканско маслено дърво (Butyrospermum Parkii). Албицията е дърво с разперена декоративна корона, която се развива в хоризонтално направление. Листата ѝ наподобяват тези на акацията и цъфти с розови пухкави цветове с много дълги тичинки, разперени като ветрило. Африканското маслено дърво, познато още като карите или ший е наричано и „дърво на младостта“ заради мазнините, които се извличат от него. Те имат точка на топене, която съвпада с температурата на човешката кожа и се използват много активно в козметичната промишленост. Под дърветата и по откритите пространства естественият подраст се състои основно от ниски и високи треви, включваща Hyparrhenia rufa, Diheteropogon amplectens и Londetia.

### Фауна
Езерото Виктория се смята за мястото в света, където броят на животинските видове нараства с най-бързи темпове. Учените твърдят, че откакто езерото се е появило, в него са възникнали много нови видове животни. Това изключително бързо възникване на нови видове и подвидове все още не намира научното си обяснение.

#### Безгръбначни
Във водите на езерото живеят и се размножават разнообразни водни насекоми. В някои негови части числеността им е толкова голяма, че образуват облаци от летящи насекоми. Това става в периода, когато нимфите се превръщат в имаго и политат над водата. Повечето от тях са безвредни, но числеността им може да обезпокои хората, живеещи в близост до водния басейн. В много общества, обитаващи територии в близост до езерото и реките вливащи се в него, езерните мухи служат за консумация. Със специални уреди местните жени улавят насекомите, събират ги и приготвят от тях храна. Насекомите съдържат няколко пъти повече белтъчини от месото на рибата и бозайниците. Някои от комарите могат да предават болести като малария, жълта треска, чикунгуня. Мухата цеце пренася причинителя на сънната болест.
Ракообразните са широко разпространени в езерото. За периода 1927 – 1990 г. се наблюдава съществена промяна в съотношението на видовете в него. Така например представителите на разред Cyclopoida се увеличават от 8% до 97% от биомасата на ракообразните, докато тези от разред Calanoida се понижават от 50% до едва 2 – 1%. Тази промяна може да се дължи на промяна във видовото разнообразие на хищниците във водния басейн.
Виктория е обитавана от два ендемични вида членестоноги – скаридата Caridina nilotica и ракът Potamonautes niloticus. Мекотелите наброяват 126 вида и подвида, някои от които са ендемични. Тук се срещат и червеи и ротатории. Среща се и един вид ендемична сладководна медуза Limnocnida victoriae, която обитава крайбрежните зони.

#### Риби
Виктория е езерото с най-богата ихтиофауна в света. Количеството на научно описаните видове и подвидове риби се умножава всяка година. През последните 25 години в центъра на вниманието на биолозите попадат рибите от сем. Цихлиди, от което около 500 вида обитават водите на езерото. Трудно е да се обясни произхода им в това младо езеро само с теорията на Дарвин, която предполага, че за възникването на видовете са необходими милиони години. Изследванията върху рибите спомагат да се допълни и промени класическия възглед на Дарвин. През 1996 г. при анализ на седиментите на дъното на езерото, учените стигат до извода, че преди 14 000 до 12 400 години езерото пресъхва напълно. Това означава, че над 500-те вида цихлидни риби еволюират изключително бързо и то едва от 5 изходни. Освен цихлидите езерото е обитавано и от риби от други семейства. Сред тях са и 18 ендемични вида, различаващи се от видове обитаващи съседни на Виктория речни и езерни системи.
През 1950-те години британски колонисти пускат в езерото нилски костур (Lates niloticus) и нилска тилапия (Oreochromis niloticus). Идеята им е да се развъдят риби, които нарастват бързо и стават доста по-големи от местните видове. С това се целяло да се увеличи производството и добива на риба в района. Резултатите обаче за местните видове са твърде негативни. Тилапията се храни с планктон и заема хранителната ниша на двата вида местна тилапия (Oreochromis esculentus и Oreochromis variabilis). Нилският костур обаче е хищна риба, която нарушава естествената среда и развитието на местните видове риби в езерото. След пускането му приблизително 2/3 от цихлидите изчезват, а популацията на останалите е в критично състояние. Нилският костур намира изключително подходяща среда за развитието си и се превръща в доминиращ за езерото вид. Тук той израства до размери, много по-големи от тези на индивидите в естествения ареал, като достига до 1,5 m дължина и 108 kg тегло. Счита се, че внасянето на тези два неендемични вида е сериозна грешка, която довежда до рязкото намаляване на местните цихлиди. През 2010 г. водите се обитават от 200 вида риби, голяма част от които са ендемити.
За първи път цихлидите са споменати през 1880 г., когато Дж. Фишер изпраща колекция от тях на д-р Франц Хилгендорф от Берлинския музей. През 1888 г. д-р Хилгендорф определя рода Haplochromis на базата на изпратените му образци. В началото на последното десетилетие от 20 век Жорж Албер Буланже и Джаки Пелегрен се заемат с изучаването на езерните цихлиди и публикуват статия за тяхното откриване. Редица други учени продължават изучаването на тези риби, докато идва моментът, когато мащабите на унищожение на живота в езерото нараства твърде много и се налага спешно спасяване на видовете. Един от първите, създали план за спасяването на цихлидите от езерото Виктория, е д-р Лес Кауфман от Бостънския университет. Рибите са каталогизирани и колонии от представители на всеки вид са разпратени в зоопарковете и аквариумите по целия свят. Много от видовете цихлиди, които са изчезнали от естествения си ареал, сега живеят и се размножават в други страни само благодарение на тази спасителна акция.

#### Влечуги и земноводни
Нилският крокодил днес е почти изчезнал от този район на Африка. Той е жертва на бракониери, които избиват екземплярите заради ценната им кожа. Крокодилите в района на езерото снасят яйцата си в края на декември и януари в периода на сухия сезон, когато нивото на водата пада. Яйцата се отлагат в пясъка и се инкубират в продължение на три месеца.
Езерото е дом на няколко вида сладководни костенурки, като ендемична е Pelusios williamsi. Нилските варани нерядко нападат гнездата на крокодилите и се хранят с яйцата в тях. В района живеят и много земноводни, включително и ендемични видове като жабата Xenopus victorianus.

#### Птици
В периода от март до юли край езерото гнездят стотици видове водолюбиви птици. То е и място за почивка на много прелетни видове. Между Кисуму и Хома бей, близо до залива Кенду, крайбрежието е пълно с розово фламинго, които се хранят със зелените водорасли на езерото. Крайбрежните райони се обитават от китоглавата чапла, за храна на която служат рибите, жабите и малките на костенурките. Тук се срещат и птици живеещи в растителността от египетски папирус. Такива са малките пойни птички от видовете Cisticola carruthersi, шаварчето Acrocephalus rufescens, мухоловката Muscicapa aquatica, коприварчето Bradypterus carpalis и двата застрашени вида Chloropeta gracilirostris и Laniarius mufumbiri.
В откритите брегове на езерото се срещат кокилобегачи, корморани от видовете Phalacrocorax carbo и Phalacrocorax africanus и различни чапли (Мадагаскарска жълта чапла, Малка бяла чапла и Голяма бяла чапла). Чайките от видовете Larus cirrocephalus и Дебелоклюна рибарка обикновено се срещат далеч от брега в откритите водни площи.
Бреговете на езерото често се посещават и от видове, типични за близката савана. Такъв е рибарчето от вида Halcyon senegalensis, туриликът Burhinus vermiculatus и брадатата птица Lybius guifsobalito. Ястребът Kaupifalco monogrammicus намира храната си в близост до бреговете.

#### Бозайници
В околностите на езерото липсват големи хищници и носорози. Водите му и особено устията на реките и заливите са гъмжали от огромно количество хипопотами. Тук е и част от местообитанията на капската видра. Силното замърсяване е станало причина за сериозно намаляване на тяхната популация. Тук често се срещат жирафи, антилопите ориби, импала, голяма редунка, конска антилопа, обикновен бубал, маймуни. Островите в езерото са станали убежище за почти изтребените в района антилопи ситатунга.

## Защитени територии
На териториите около езерото се намират интересни национални паркове и резервати, привличащи хиляди посетители годишно.
- Националният парк Рума (Ruma) се намира близо до малкото градче Хома бей в Кения, на десетина километра от езерния бряг и обхваща териториите в подножието на щитовидния вулкан Хома. Паркът заема площ от 120 km2 и е разположен в долината Ламбве. Част от животните, които го обитават, са били внесени тук, включително и единственото стадо от конски антилопи в Кения.[33][57]
- Националният парк Блато Сайва (Saiwa) е най-малкият национален парк в Кения и заема само 2,9 km2. Създаден е за да се запази хабитата на рядката антилопа ситатунга. Растителността е смесица от гори и блатни растения, високи храсти и тръстики по мочурливия бряг на блатото.[58]
- Националният парк на остров Рубондо (Rubondo) в Танзания, заемащ 456,8 km2, заедно с част от прилежащите води и малки островчета, е богат на уникални видове животни, птици и растения. На острова са документирани повече от 430 вида тропически и прелетни птици. Слави се с най-голямата гъстота от орли-рибари в света. Основната забележителност на парка е рядката антилопа ситатунга.[35][53][54]
- Национален парк Катонга (Katonga) е обособен върху 207 km2 по поречието на едноименната река в Кения. Преобладаващата растителност е саванна с единични акациеви дървета и храсти. Има и зони от крайбрежни тропически гори и обрасли с папирус и тръстика крайбрежия. Тук се срещат маймуните колобус, няколко вида антилопи, включително и ситатунга. Макар и рядко могат да се срещнат и слонове. Птичият свят е богат на много представители на водолюбивите и водоплаващи птици.[29]
- Националният парк Ндере (Ndere) се намира на о. Ндере в район Кисуму, провинция Нянза в Кения. Открит е през ноември 1986 г.[59] Паркът е обитаван от разнообразни змии, хипопотами, крокодили и многобройни водоплаващи и водолюбиви птици. Особена гордост на парка са многобройните винтороги антилопи ситатунга.[33]

## Население
Територията на езерото е поделена между държавите Танзания, Уганда и Кения. Езерото Виктория граничи с административните райони Мара, Муанза и Кагера в Танзания, Източния и Централния регион в Уганда и Нянза и Западна провинция в Кения.
Във водосборния басейн на езерото живеят около 30 милиона души – в страните Кения, Танзания, Уганда, Руанда и Бурунди. Счита се, че това е най-гъсто населеният район на Африка със средна гъстота на населението от 1200 души/km2. Населението в буферната 100 километрова зона край езерото нараства с най-бързи темпове – годишният му прираст е 7%, а средното нарастване в африканския континент е 2,5%. По-голямата част от населението принадлежи на племената банту. Част от крайбрежието се обитава от племето луо, чийто основен поминък е риболовът. Южните и западни брегове са населени от народа вахая, който се занимава с отглеждането на кафе още дълго преди пристигането на европейците. Островната група Сесе в Уганда е населена от народа басесе. Най-северната част на Танзания, регион Кагера, е населена с народа бахая, който използва езика рухая.

## Урбанизация
По крайбрежието на езерото Виктория са изградени няколко големи селища и множество по-малки рибарски и земеделски селца. Бързо развиващите се градове играят все по-важна роля в икономиката на района. Повечето от тези градове се разрастват и развиват непланирано, което води до сериозни инфраструктурни проблеми, понижава качеството на живота в тях и влияе негативно върху крехкото екологично равновесие на езерото. Градското население в региона нараства с 4 – 5% годишно и се предвижда да се увеличи с 50% до 2015 г. При тези бързи темпове съществува реална опасност обслужването в тези селища да стане неустойчиво, което би довело до сериозни проблеми. Процентът на хората, които живеят под прага на бедността (по-малко от един долар дневно) е над 50% и те са лишени от елементарни условия за живот като достъп до водоснабдяване и канализация.
Населението е предимно селско и се занимава главно със земеделие и риболов. Градовете тук са с население от 20 000 до 200 000 жители и едни от най-сериозните проблеми, наред с тези, касаещи здравеопазването и образованието са свързани с водоснабдяването и канализацията им.
Управлението на градските райони край езерото Виктория е изправено пред големи проблеми по отношение на справянето с отпадъците заради бързото нарастване на населението. Поради липсата на квалифициран персонал и финансова подкрепа, властите не се справят в управлението на големите потоци от отпадъци, които се произвежда от жителите в тези райони. Голяма част от битовите и промишлени отпадъци се изхвърлят директно в езерото и играят сериозна негативна роля по отношение на флората и фауната в него. Тъй като населението се увеличава бързо, проблемите се влошават също толкова бързо. Един от основните проблеми във връзка с битовите отпадъци са утайките и отпадните води от тоалетните и септичните ями, особено в непланово изградените селища по хълмовете около Муанза, Мусома и Букоба. Тези области са населени предимно с бедни семейства, които не могат да си позволят големи инвестиции в санитарно-битовите си база и с тях за подобряване на управлението на отпадъците. Част от отходните води се вливат в езерото по гравитачен път. Освен това, селищата са построени на стръмни склонове и често са много гъсто населени, което ограничава възможностите за разработването на подходящ план за управление на отпадъците. Във връзка с това в тези райони често се разпространяват заразни заболявания като дизентерия, малария, холера и др. На много места крайбрежните води се ползват като автомивки и това допълнително предизвиква замърсяване с масла, бензин, нафта и т.н. Особено засегнати са градовете Муанза, Мусома и Букоба в Танзания, където канализационните системи са в плачевно състояние и част от тях са заустени директно във водите на ез. Виктория. Комуникацията между правителствата и между институциите във всяка от страните не е добра, което води до намаляване на възможностите за разрешаване на тези общи тежки проблеми.
Намирането на изход се търси съвместно от правителствата на трите държави Кения, Танзания и Уганда, както и в сътрудничество с United Nations Human Settlements Programme (UN–HABITAT) и Секретариата на Източноафриканската общност. Целта е да се изградят модерни водоснабдителни и канализационни мрежи не само в големите, но и в по-малките селища. Инициативата има за цел преди всичко да премахне факторите, предизвикващи някои заболявания и да сведе до минимум замърсяването на езерните води. Дейността на програмата включва и подобряване на управлението и рециклирането на твърдите отпадъци. Първият етап включва покритието на мрежите в градовете Кисий и Хома бей в Кения, Масака и Кьотера в Уганда, Букоба и Мулеба в Танзания и град Мутукула, граничен между Танзания и Уганда.
- Кисуму (Kisumu) е третият по големина град в Кения и едно от големите пристанища на езерото. Той е главен град на Западна Кения и административен център на провинция Нянза. Основан е през 1901 г. като крайна точка на Източноафриканската железопътна линия.[33] Градът е голям транспортен възел, съоръжен с жп терминал, железопътно депо, пристанище с каменни кейове и складова база към него.[66]
- Кампала (Kampala) е столицата на Уганда, изградена върху 10 хълма, като източните ѝ квартали са разположени на брега на езерото. Населението ѝ през 2002 г. е 1 208 000 души. Градът е един от най-зелените в Африка и е център на политическия и търговския живот в страната. Тук са развити хранително-вкусовата, текстилната, химическата и фармацевтичната промишленост. Застъпени са също металообработването, дървопреработване и други отрасли от промишлеността. Градът е един от сериозните замърсители на водите на езерото Виктория.[1][67][68]
- Джинджа (Jinja) е вторият най-оживен търговски център в Уганда и един от най-големите градове на брега на езерото Виктория. Намира се в точката на оттичане на р. Виктория-Нил от езерото.[17] В града има хидрологична станция за наблюдение водите на езерото и нейните данни се ползват като основа за сравнение на нивото на водата през годините.[17]
- Ентебе (Entebbe) е град в Уганда на 37 km югозападно от столицата, с население около 90 500 жители по данни от 2002 г. Край него е разположено едноименното летище, което обслужва основно вътрешните линии.[61] В града се намира интересна ботаническа градина, Образователен център за дивата природа, Национален институт за изследване на вирусните заболявания, Националният зоопарк и геологически музей.[1]
- Калангала (Kalangala) е малко градче, административен център на едноименния район в Уганда, разположено на о. Бугала, най-големия от островите Сесе в езерото.[17] На 3 km северно от града се намира курортът Pearl Gardens Beach.

- Букоба (Bukoba) е град в Танзания с население 100 000 жители и административен център на регион Кагера. Основният поминък на населението е земеделието, а главният търговски продукт е кафето. В центъра на града се намират стари немски сгради и правителствени офиси. Северно от него е изградено малко едноименно летище, извършващо два полета дневно. Има и фериботна връзка с град Муанза.[61]
- Муанза (Mwanza) е вторият по големина град в Танзания, разположен на южния бряг на езерото. Той е главен център на производството на памук в страната, както и на стопанския риболов. Градът е важен регионален кръстопът – жп линия го свързва с градовете Табора, Додома и Дар ес Салаам. Има оживено пристанище с фериботна връзка с Укереве, Каманга и Букоба. Организирана е автобусна връзка със селища в Уганда и Руанда. На 10 km от града функционира едноименното летище.[69]
- Мусома (Musoma) е град в Танзания на източното крайбрежие на езерото Виктория, разположен на залива Мара, близо до границата с Кения. Според данните за 2002 г. населението му възлиза на 121 125 жители. Населен е главно от племената луо, занаки и курия.[70][71]

## Икономика
Населението от басейна на езерото Виктория се занимава най-вече с 5 основни клона на икономиката – земеделие, риболов, пчеларство, търговия и рудодобив.
В крайбрежните градове са изградени предприятия на текстилната, химическата и фармацевтичната промишленост, металообработващи и дървопреработвателни заводи. Добре застъпени са кожаро-обувната и хранително-вкусовата промишленост, както и корабостроителната и кораборемонтната дейност. Но основните дейност, които се развиват по крайбрежието на езерото Виктория са риболовът и земеделието.

### Транспорт
Големите градове по езерото са свързани помежду си с воден транспорт, а с останалите селища и Индийския океан – с железопътен транспорт. Изградена е добра пътна междуселищна мрежа, а по езерото са разположени многочислени пристанища.

## Екологични проблеми
Човешкият фактор, който влошава състоянието на езерото започва да действа още в края на 19 век и през последните 150 г. постепенно настъпват драстични промени във водите, по дъното му и животинския и растителен свят в него. Около 1950 г. започва масово засяване на земите в района със селскостопански култури и ползването на изкуствени торове. Лошото управление на земята, обезлесяването и битовото и индустриално замърсяване представляват заплаха за прехраната на 30-те милиона души, живеещи в близост до бреговете на езерото. Околното население зависи изключително много от състоянието на езерните води във връзка с риболова, транспорта, добива на електроенергия, напояването на селскостопанските растения и т.н. Еколозите дори предсказват гибелта на всичко живо в езерото в следващите 50 години заради внасянето на седименти по дъното и общото замърсяване на водите на езерото.

## Любопитни факти
- Околното население разказва за огромното чудовище „луквата“, което обитава водите на езерото и напада рибарските лодки. Местното „Неси“ е описвано като тайнствен дракон, а някои учени дори са провели опити за откриването му.[1] Още през 1902 г. Хенри Джонстън публикува в книгата си за Уганда легендата за луквата. Той твърди, че сър Клемънт Хил, при пресичане на езерото с парен катер, е наблюдавал „голяма квадратна глава, прилична на рибешка“. Джонстън описва животното с дължина около 4,5 m, с петниста глава с размерите на лъвска. От горната челюст излизат два дълги бели зъба, покрито е с люспи като броненосец, има широк петнист гръб и дълга дебела опашка. Следите, които оставя след себе си, са с размерите на хипопотамски, но с отпечатъци от нокти както при влечугите. Сведения за чудовището са получени от екс-комисаря на провинция Грант, от американския спортист Бронсън и други европейци.[14]

- В малкото крайбрежно градче Нягома-Когело в Кения е израсъл бащата на президента на САЩ Барак Обама. За привличане на повече туристи селището е получило статута „Национално съкровище“ от правителството на страната.[1]

- В езерото Виктория вече 300 милиона години живее вид „изкопаема“ риба, която може да диша както с хриле, така и с бели дробове. Видът е двойнодишащата риба Protopterus aethiopicus с подвид характерен за езерото Виктория – Protopterus aethiopicus aethiopicus.[73] Счита се, че подобни риби представляват промеждутъчно звено между водните и сухоземни животни.[1]